# Yannick Renier
Yannick Renier (Bruxelles, 29 marzo 1975) è un attore belga, la cui carriera ha avuto inizio a teatro negli anni '90, e si è poi evoluta verso produzioni cinematografiche e televisive.

## Biografia
Dopo aver studiato al Conservatorio Reale di Bruxelles, Yannick ha dato avvio alla propria carriera professionale nel 1995, recitando in diverse produzioni teatrali sia classiche che contemporanee. Il primo lungometraggio a cui egli ha partecipato è stato Miss Montigny, del 2004.
Nel 2006 ha ottenuto grande popolarità in madrepatria, recitando nella prima stagione della serie televisiva Septième Ciel Belgique. Successivamente ha recitato al fianco di Isabelle Huppert e del fratellastro Jérémie nel film Proprietà privata, in seguito al quale ha ottenuto diversi altri ruoli, il più importante dei quali è stato quello del protagonista maschile Yves in Nés en 68 del 2008, al fianco di Laetitia Casta. Nel 2011 viene candidato per il Premio Magritte per il miglior attore non protagonista.

## Filmografia

### Cinema
- Le Nombril de Saint-Gilles, regia di Christophe Sermet (1996)
- Un portrait, regia di Philippe Murgier (2001)
- Une fille de joie. regia di Olivier van Malderghem (2002)
- Loin des Yeux, regia di Serge Mirzabekiantz (2004)
- Miss Montigny, regia di Miel van Hoogenbemt (2004)
- Proprietà privata, regia di Joachim Lafosse (2006)
- Les Chansons d'amour, regia di Christophe Honoré (2007)
- Coupable, regia di Laetitia Masson (2007)
- Nés en 68, regia di Olivier Ducastel e Jacques Martineau (2008)
- Élève Libre - Lezioni private (Élève Libre), regia di Joachim Lafosse (2008)
- Plein sud - Andando a sud (Plein Sud), regia di Sébastien Lifshitz (2009)
- L'arbre et la forêt, regia di Olivier Ducastel e Jacques Martineau (2010)
- Tutti i nostri desideri (Toutes nos envies), regia di Philippe Lioret (2011)
- À perdre la raison , regia di Joachim Lafosse (2012)
- Les Châteaux de sable, regia di Olivier Jahan (2015)
- Les Chevaliers blancs, regia di Joachim Lafosse (2015)

### Televisione
- Septième Ciel Belgique - serie TV, 14 episodi (2006-2007)
- Uomini di fede (Ainsi soient-ils) - serie TV, 16 episodi (2014-2015)
- L'Opéra – miniserie TV, 8 puntate (2021)